# Ulf Peter Hallberg
Ulf Peter Hallberg, född 4 december 1953 i Slottsstadens församling i Malmö, är en svensk skönlitterär författare och översättare.

## Biografi
Ulf Peter Hallberg är bosatt i Berlin sedan 1983 och sedan 2013 undervisar han i kreativt skrivande vid Sorbonneuniversitetet i Paris.
Som författare har han uppehållit sig vid europeisk identitet och individens plats i storstaden. Dessa teman kommer igen i romaner som Flanörens blick: En europeisk färglära (1993), Grand Tour (2005), Europeiskt skräp: Sexton sätt att minnas en pappa (2009) och Strindbergs skugga i Nordens Paris (2012) liksom i essäsamlingen Städernas svall tillsammans med Carl-Henning Wijkmark (2011). Bland hans övriga essäsamlingar kan nämnas Livets mening och andra bekymmer tillsammans med Erland Josephson (2010) och Teater-liv: Utkast till en teaterkonst (2003).
2016 utgavs två volymer med de flesta av hans översättningar av William Shakespeares dramatik: Det blodiga parlamentet och Komiska förväxlingar. Utöver Walter Benjamin och William Shakespeare har han bland andra översatt Bertolt Brecht, Roland Schimmelpfennig, Georg Büchner, Rainer Werner Fassbinder, Peter Handke, Molière, Henrik Ibsen, Franz Xaver Kroetz, Marius von Mayenburg, Friedrich Schiller, Werner Schwab, Simon Stephens och Frank Wedekind.
Ulf Peter Hallberg sommarpratade 1994.

## Priser och utmärkelser
- 1992 – Svenska Akademiens översättarpris för översättningen av Walter Benjamins Paris, 1800-talets huvudstad
- 1992 – Stiftelsen Natur & Kulturs översättarpris
- 2016 – Albert Bonniers 100-årsminne
- 2018 – Kellgrenpriset